# Mausoleu del General Prim

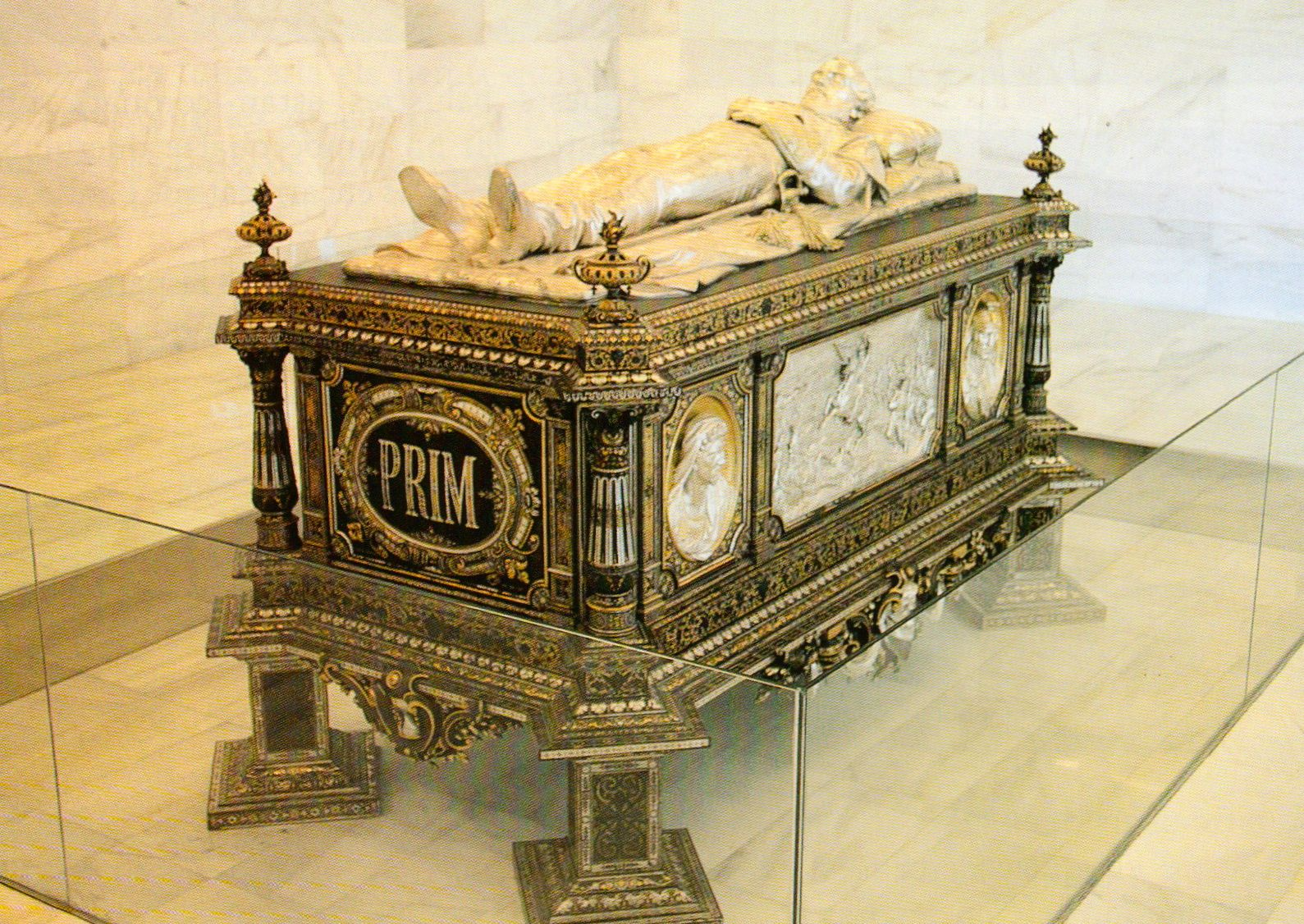
Panteó de Joan Prim al cementiri de Reus

El Mausoleu del General Prim és la tomba on reposen les restes de Joan Prim i Prats situada actualment al Cementiri de Reus. Va ser declarat Bé Cultural d'Interès Nacional el 25 d'octubre de 2016. El general Prim va ser enterrat en un principi al Panteó d'Homes Il·lustres de Madrid, en un mausoleu sufragat per subscripció popular que consta de dos parts ben diferenciades: la figura jacent del general i el sarcòfag.

## Descripció

### La figura jacent
L'escultor francès Émile Hébert és l'autor de la figura jacent de Prim, de bronze banyat amb plata, que presenta gran realisme, amb una mida molt aproximada a la real. El cap de la figura descansa en dos coixins sobreposats i les faccions es corresponen a les imatges oficials de Prim en els últims anys de la seva vida. Vesteix uniforme de gala de capità general, amb tres faixins acabats en borles, i damunt del pit porta dues condecoracions: la més interior és el piccolo collare de l'Ordine Supremo della Santissima Annunziata, un orde honorífic dinàstic de la Casa de Savoia, atorgada per Amadeu I. La condecoració més exterior està formada per una estrella de cinc puntes unida al collar per mitjà d'una torre. El collar segueix la seqüència torre/espasa-llorer/rosa, una de les variants del collar de l'Orde de Carles III. L'estrella de cinc puntes és la Medalla d'Honor dels Estats Units, creada el 1861 pel president Lincoln, a qui Prim va visitar el 1862. El general Prim calça botes militars de canya, té la mà dreta paral·lela al cos i l'esquerra descansa sobre el pit.

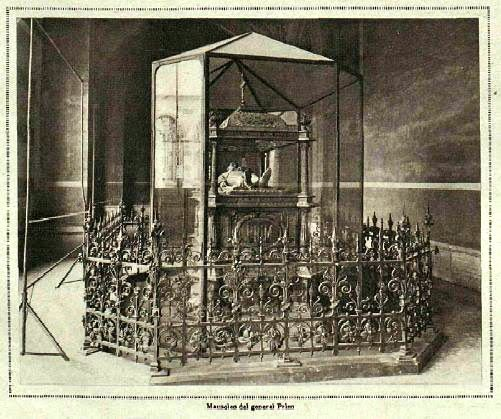
Imatge del sarcòfag de Prim al Panteó d'Homes Il·lustres de Madrid

### El Sarcòfag
El sarcòfag és obra de l'artista Plácido Zuloaga realitzat entre 1874 i 1875, de factura neoclàssica, que va començar al seu taller d'Eibar (Guipúscoa) i va acabar a Saint-Jean-de-Luz durant els anys 1874 i 1875. Està fet amb ferro, pesa 1800 kilos i s'hi aplica la tècnica del damasquinat, consistent en incloure fils o làmines d'or o plata en una superfície, per decorar-ho amb dibuixos, en aquest cas garlandes florals i geomètriques. Van treballar en la confecció del sarcòfag 32 artesans. Està sostingut per quatre pilars de base quadrada, un a cada cantó, decorats amb querubins i peveters. La part dels peus del sarcòfag porta la paraula Prim, amb la signatura de l'autor i la data. En tota l'obra la decoració és seriada, amb motius vegetals, com ara les fulles d'acant, i diverses flors: asfòdels, anemones, roselles i roses, totes elles associades al destí efímer de les persones. Hi ha també seriacions gravades amb figures quimèriques: tritons, dracs, aus, serps, lleons i flors fantàstiques. Als laterals hi ha petites calaveres situades sota els dos relleus que representen dos fets importants de la vida de Prim, acompanyats cada un per dos medallons de personatges de l'antiga Roma, que s'assimilen amb les virtuts del general. Aquests relleus, de bronze i recoberts d'argent, són obra també d'Émile Hébert. Al lateral esquerre es representa la batalla de Los Castillejos, amb el general al centre muntat a cavall, amb la mà esquerra animant a la tropa a avançar i amb la dreta enarborant la bandera. Seguint-lo, les tropes d'infanteria i cavalleria que miren les tendes mores que hi ha dalt d'un turó. La imatge de les tropes mores, al costat esquerre del relleu, mostren un dels seus caps caigut, un altre amb un trabuc apuntant a les tropes de Prim i fugint i al fons un gran estol d'homes armats. El relleu va acompanyat per les figures de Tiberi i Gai Grac. Tiberi Grac va ser assassinat pel canvi revolucionari que representaven les lleis que va promulgar, i Gai va engegar una reforma en profunditat de l'exèrcit, igual que Prim. L'altre relleu representa l'entrada triomfal del general a Madrid quan va tornar de la Guerra d'Àfrica i va ser homenatjat pel poble pels carrers de la ciutat el dia 11 de maig de 1860. La rebuda va congregar una gran multitud. El centre de la imatge està ocupada per Prim muntat a cavall i vestit d'uniforme, acompanyat pel Batalló de Voluntaris Catalans i victorejat pel poble, que es representa a l'esquerra de la imatge. Al fons hi veiem la Puerta de Alcalá. Els medallons laterals corresponen a Gai Mari, de família humil, que professionalitzà l'exèrcit definitivament, i a Marc Atili Règul, enviat a l'Àfrica per la Primera Guerra Púnica, i a qui els romans admiraren sempre pel seu heroisme. A la part del cap del sarcòfag hi ha l'escut heràldic del general, en relleu vitrificat. Amb la mateixa tècnica del damasquinat, el mausoleu portava un baldaquí sostingut per quatre columnes amb florons i una creu al centre superior. Actualment, es creu desaparegut.

## Trasllat a Reus
El 1964 es va fer un primer intent per part de les autoritats municipals de portar a Reus el cos del general Prim. Per la seva devoció a la Mare de Déu de Misericòrdia es va voler enterrar-lo a l'ermita reusenca d'aquesta advocació, però l'arquebisbe de Tarragona Arriba y Castro ho va vetar per la condició de maçó del general. Es va acordar llavors iniciar unes obres per acollir-lo en un annex al santuari, però va sorgir un moviment ciutadà de protesta que considerava que aquell no era el lloc idoni per un fill il·lustre de la ciutat i el projecte va quedar en suspens. El trasllat es va fer el 1971 durant la commemoració del primer centenari de la seva mort. El primer de març d'aquell any va ser rebut a la ciutat amb tots els honors i va desfilar en un carruatge d'artilleria per tota la ciutat. El Mausoleu es va situar a l'exterior del cementiri de Reus, en un espai que es va habilitar. Al voltant portava una reixa perimetral de ferro forjat, que es va substituir per una urna de vidre. El mausoleu presentava senyals de deteriorament, deguts sobretot a l'òxid que es formava al ferro, i a finals de desembre de 2012 es va portar al Centre de Restauració de Béns Mobles de Catalunya. El 7 de juny de 2014, amb motiu del bicentenari del naixement de Prim, va ser instal·lat en una dependència situada a la part esquerra del vestíbul del Cementiri de Reus, habilitada per aquest fi.